# Iris neumayeri
Iris neumayeri är en irisväxtart som beskrevs av Erwin Emil Alfred Janchen och Josef Holub. Iris neumayeri ingår i släktet irisar, och familjen irisväxter. Inga underarter finns listade i Catalogue of Life.